# Альянико
Не путать с виноградом алеатико
Алья́нико (итал. Aglianico) — сорт чёрного винограда, используемый для производства красных вин в итальянских регионах Кампанья и Базиликата. Наряду с неббьоло и санджовезе принадлежит к числу благороднейших лоз Италии, способных при правильном подходе давать вина высшего качества. 

## История и распространение
Выращивается на территории около 10 тыс. га (2010) в континентальных областях Южной Италии, к востоку и югу от Неаполя (холмистые и нагорные провинции Авеллино, Беневенто, Потенца, Матера). Также этот сорт преобладает на побережье Чиленто. 
Под нынешним названием сорт известен с 1520 года, а ранее, вероятно, именовался Элленика (лат. vitis hellenica), то есть эллинским виноградом. По другой версии, название происходит от испанского слова llano («равнина»). Попытки отождествить его с сортами винограда, упоминаемыми древнеримскими авторами, спекулятивны. 
Наиболее качественные вина дают виноградники на вулканических почвах — в частности, на склонах вулкана Вультуре. На винах из альянико специализируются винодельческие территории Таурази (восточнее Неаполя), Альянико дель Вультуре (район городов Веноза и Мельфи) и Альянико дель Табурно (занимает склоны горы Табурно).

## Характеристики
Сила роста лозы сильная. Лист средний, пятилопастный.  У листьев густое опушение на нижней поверхности. Гроздь средняя вытянутая. Ягоды средней и мелкой величины, округлые, голубоватые. Урожайность этого сорта винограда сильно зависит от условий, но, как правило, не высока. Один из самых поздних сортов по времени созревания: даже на юге Италии его часто собирают в ноябре. Сорт устойчив к засухе.
Сорт даёт насыщенные, достаточно кислотные вина глубокого цвета, напоминающего гранат. Альянико называют южным аналогом Бароло: мощные танины делают молодое вино слишком резким, терпким, вяжущим для употребления. Соответственно, сортовые вина редко употребляются ранее чем через несколько лет хранения, когда танины смягчатся и выступит фруктовая ароматика с характерными тонами сливы и шоколада.